# حلزون نوک‌دار دهان‌زرد
حلزون نوک‌دار دهان‌زرد (نام علمی: Trochus ochroleucus) نام یک گونه از تیره حلزون‌های نوک‌دار است.